# Gohomey
Gohomey è un arrondissement del Benin situato nella città di Djakotomey (dipartimento di Kouffo) con 15.360 abitanti (dato 2006).